# Операция «Ромб»
Операция «Ромб» — операция, спланированная командованием ВВС СССР по личному указанию Министра обороны СССР Д. Ф. Устинова, была проведена в период с апреля по июнь 1980 года. Целью операции было проведение специальных испытаний опытной авиационной техники в боевых условиях, которые сложились в Демократической Республике Афганистан в ходе развернувшейся в стране Афганской войны. Испытывались штурмовики Су-25 и палубные штурмовики вертикального взлёта и посадки Як-38. В состав группы под командованием генерал-майора В. В. Алферова вошли около двухсот человек, представители ОКБ Сухого, ОКБ Яковлева и ГНИКИ ВВС.

## Ход операции
Сводная группа находилась в зарубежной командировке в период с 24 апреля по 6 июня 1980 года. В составе группы было 4 самолёта Як-38 и два Су-25. Основу группы составляли военнослужащие 279-го отдельного корабельного штурмового авиационного полка Северного флота.
Местом базирования группы был определён высокогорный аэродром Шинданд, где на тот момент базировалась авиация ВВС СССР.
Специально для испытаний Як-38 была построена площадка с металлическим покрытием. Все самолёты группы хранились в укрытиях с натянутыми сверху маскировочными сетями. Весь личный состав группы размещался отдельно от военнослужащих авиабазы, палаточный городок и места стоянок самолётов были обнесены заграждением и охранялись.
В ходе испытаний было выполнено 100 вылетов на Су-25, в том числе 44 — боевых. Также для испытаний оружия использовался полигон афганской армии. Все полёты документально оформлялись как испытательные.

## Итоги операции
По итогам операции штурмовики Су-25 были признаны полностью соответствующими своему предназначению и рекомендованы к серийному производству.
Самолёты Як-38 были признаны непригодными к работе в условиях высокогорья из-за недостаточной тяги подъёмно-маршевых двигателей, по результатам испытаний принято решение о модернизации, в серии самолёт назывался Як-38М.
Один самолёт Як-38 из-за технических проблем на взлёте получил повреждения, лётчик полковник Козлов Ю. Н. с травмой позвоночника был срочно отправлен самолётом в Союз. 
Из-за секретности всей операции к группе начали проявлять интерес зарубежные разведки, и как только это вскрылось, группу срочно расформировали и перебросили в СССР.
Четыре самолёта Як-38 были перевезены на борту Ан-22 на аэродром Саки, где были переданы в состав 33-го ЦПБ и ПЛС ВМФ (299-й инструкторско-исследовательский корабельный авиационный полк). Су-25 перелетали своим ходом.